# Frido Croes
Francisco Walfrido (Frido) Croes (Aruba, 3 december 1957 - Nederland, 9 oktober 2020) was een Arubaans politicus.
Croes studeerde na het behalen van zijn havo-diploma voor onderwijzer aan de Arubaanse Pedagogische Academie. Na het afronden van zijn opleiding Croes tien jaar gewerkt als onderwijzer aan de Colegio San Jose te Santa Cruz. De laatste vier jaar dat hij daar werkzaam was bekleedde hij tevens de functie van waarnemend hoofd van deze school. Tussen 1994 en 2001 was hij werkzaam als Liaisonfunctionaris Openbaar Onderwijs bij Directie Onderwijs.
In 1988 werd Croes lid van de politieke partij Movimiento Electoral di Pueblo (MEP). Van 1989 tot 1994 zat hij voor de MEP in de Staten van Aruba. In de periode 1993-1994 was hij tevens vicevoorzitter van dit parlement.
In 2001 werd Croes gekozen tot Voorzitter van de Staten. In 2004 is Croes gevraagd om de portefeuille van Onderwijs en Administratieve Zaken over te nemen van Fredis Refunjol na diens benoeming tot Gouverneur van Aruba.
Tussen 2005 en 2009, tijdens het vierde kabinet Oduber, was Croes Gevolmachtigd minister van Aruba in Nederland. Na zijn aftreden sloot hij zijn politieke carrière af.
Frido Croes overleed op 9 oktober 2020 op 62-jarige leeftijd.
John Booi · 
Pedro Bislip · 
Hector Gonzalez · 
Felix Flanegien · 
Marco Christiaans ·
Booshi Wever ·
Eddy Croes · 
Frido Croes · 
Marlon Werleman · 
Rudy Croes · 
Mervin Wyatt-Ras · 
Andy Lee · 
Paul Croes · 
Marisol Lopez-Tromp ·
Mervin Wyatt-Ras ·  
Guillfred Besaril · 
Ady Thijsen ·
Edgard Vrolijk